# Theresa Burroughs
Theresa Burroughs (1929 - 22 de mayo de 2019) fue una activista estadounidense, figura en el movimiento por los derechos civiles durante la década de 1960. Trabajó para asegurar el derecho al voto de la comunidad negra en Alabama y el resto del sur de los Estados Unidos. En 1965 fue atacada y detenida por policías estatales y ayudantes del alguacil junto con otros manifestantes por los derechos civiles que intentaban cruzar el puente Edmund Pettus en Selma, Alabama. Fue la fundadora del Museo de Historia Negra Safe House en Greensboro, Alabama, el lugar donde Martin Luther King Jr. se escondió del Ku Klux Klan durante su visita a Alabama en 1968. Burroughs fue amiga de la infancia de la esposa de King, Coretta Scott King.
Sus padres eran Mattie y Napoleón Turner. Murió el 25 de mayo de 2019 en Greensboro a la edad de 89 años.